# Igreja de São Paulo (Ribeira Quente)

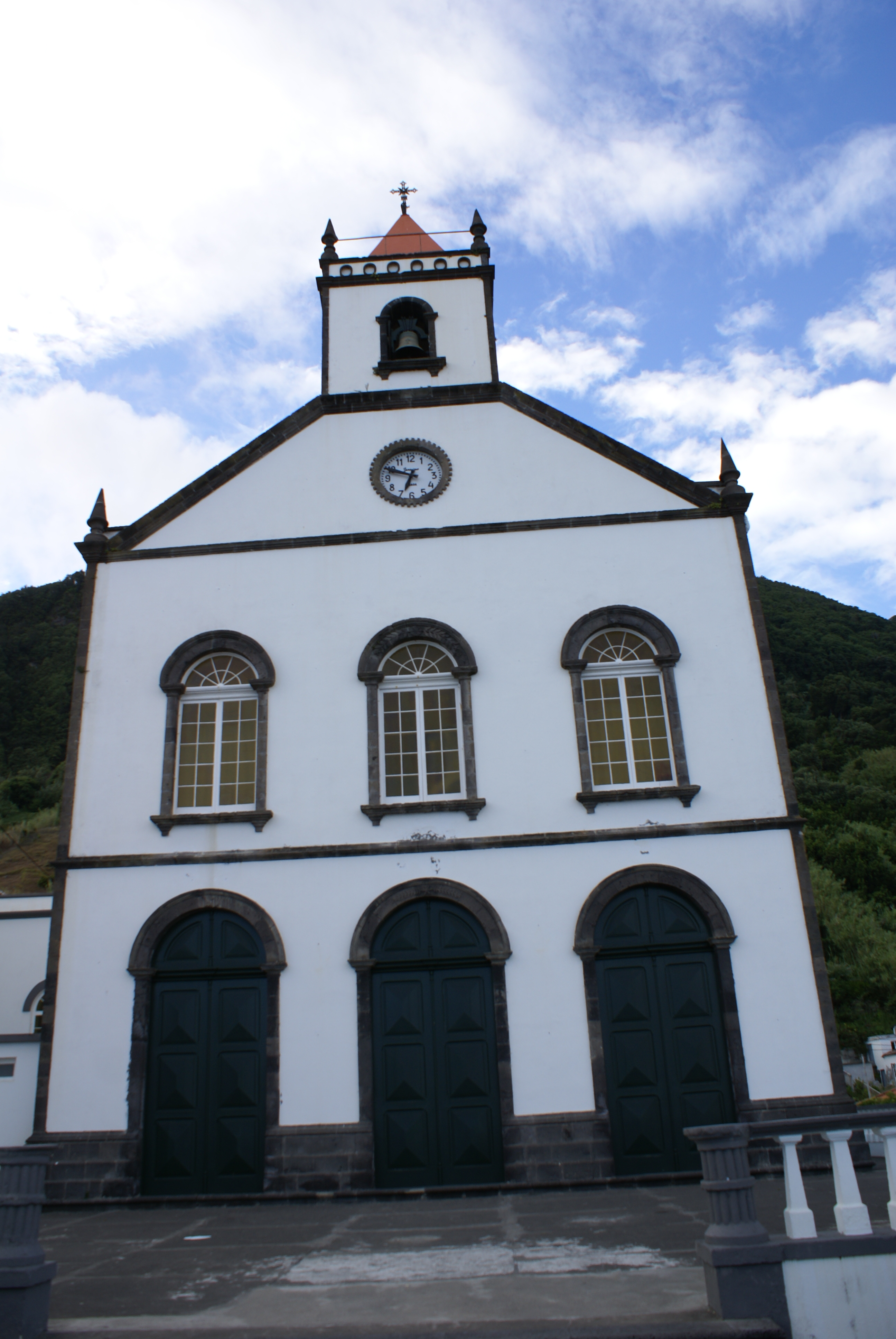
Igreja de São Paulo, Ribeira Quente.

A Igreja de São Paulo (Ribeira Quente) é um templo cristão português localizado na Ribeira Quente, no concelho da Povoação, ilha açoriana São Miguel.
A actual igreja de São Paulo da freguesia da Ribeira Quente é o terceiro templo que com tal evocação foi erguido naquela região. O primeiro foi uma ermida construída no ano de 1665 e o segundo foi igualmente uma ermida edificada pouco antes de 1799.
Esta última ficava muito perto do mar, pelo que as várias tempestades a arruinaram consideravelmente. O desejo, porém, de uma nova igreja, maior e em sitio mais seguro, apenas se materializou em 1911.
Seis  anos  levaram  os  habitantes  da Ribeira Quente a construir a sua terceira igreja de São Paulo, porque só nos dias 22 a 24 de Setembro de 1917 se realizaram grandes festas para a bênção da mesma, sob a presidência do Bispo de Angra do Heroísmo, D. Manuel Damasceno da Costa.
O Prelado foi da Povoação para a Ribeira Quente, por mar, num barco de pesca.
No dia 22 houve missa cantada e crismas, pregando à festa o Padre António Furtado Mendonça, do Pico da Pedra. No dia 23 houve a ordenação do Padre Frederico Vieira Fernandes e no dia 24 a missa nova deste, tudo com grande pompa.
O retábulo do altar-mor foi oferecido ao lugar, ido do Convento da Graça de Ponta Delgada,  cuja igreja se desmantelou com a proclamação da República.
Para a mesma igreja da Ribeira Quente vieram também daquele Convento várias Imagens, que entretanto se danificaram, exceptuando a de Nossa Senhora do Leite, escultura de grande devoção naquela localidade.